# Ann Mari Falk
Pour les articles homonymes, voir Falk.
Ann Mari Falk (1916-1988) est un auteur suédois de roman policier et de littérature d'enfance et de jeunesse.

## Œuvre

### Romans policiers
- Mord i dockskåp (1961)
- Askungen och döden (1962)
- Madame är död (1964) Publié en français sous le titre Madame est morte, Paris, Librairie des Champs-Élysées, Le Masque no 1129, 1970
- Lyckospindeln (1966)
- Pensionat Träslottet (1975)
- Gruvligt mord (1976)

### Poésie
- Fruntimmer. Noveller (1944)

### Autres publications
- Sommarnöje (1947)
- Lek (1948)
- Taga bot (1949)
- Lätta livets bördor (1950)
- Ringlinje (1951)
- Sommar (1951)
- Birgitta går i dansen (1952)
- Barbro finner en ö (1953)
- En dag i april (1954)
- Barbros hösttermin (1955)
- Barbro i Paris (1956)
- Marika debuterar (1956)
- Min kusin Anne (1957) Publié en français sous le titre Ma cousine Anne, Paris, F. Nathan, 1962
- Kusin Anne i skolan (1957)
- Pojken från kobben (1958)
- Katrin och fröken Bråttom (1959)
- Vem är Ulla? (1959)
- Sommaren på Löwberga (1959)
- Katrin och Lotta firar jul (1960)
- Flickan på udden (1960)
- Mats blåser såpbubblor (1961), illustrations de Ilon Wikland (sv)
- Vår vän Mica (1961)
- Mats och Eva-Karin firar midsommar (1962), illustrations de Ilon Wikland
- Ingen vanlig Stina (1962)
- Kerstin och Sebastian (1963)
- Min syster Agneta (1963)
- Mats kommer till stan (1964), illustrations de Ilon Wikland
- Petra (1964)
- Tvillingarnas födelsedag (1964)
- En dam försvinner (1965)
- Anders ute med Taxi (1966)
- När Lasse Larsson åkte ambulans (1966), illustrations de Tord Nygren (sv)
- När Lasse Larsson blev husse (1967), illustrations de Tord Nygren
- Pojken i fönstret (1967)
- Vådeld (1967)
- Kojan i trädet (1968)
- Dialog (1968)
- Skyll inte på Ruffa (1969), illustrations de Ilon Wikland
- Janna och Jerker (1969)
- Måns i Vasastan (1969)
- Min Martina (1970)
- Lisbeth (1971)
- När Kajsa och Klas försvann (1971)
- Kom och lek, Ruffa! (1972), illustrations de Ilon Wikland
- Mårten med den röda tröjan (1973)
- Sparka inte katten (1973)
- Tiger var är du? (1974), illustrations de Veronica Leo (sv)
- När Kajsa och Klas gick vilse (1974)
- Cirkus Balja (1976), illustrations de Veronica Leo
- Min bror Fredrik (1976)
- Fredriks dröm (1977)
- Skepp ohoj! (1978), illustrations de Joan Sandin
- Räkna med bråk (1978)
- Bara på skoj (1979)
- Källartrappan (1980)
- När Anton talade sanning (1982)
- När Rödluvan bet vargen (1984)
- Resan tillbaka (1984)
- Leta efter Ullabella. Om Marika Stiernstedts berömda flickbok. I Barndomens böcker (1984), essai

## Sources
- Jacques Baudou et Jean-Jacques Schleret, Le Vrai Visage du Masque, vol. 1, Paris, Futuropolis, 1984, 476 p. (OCLC 311506692), p. 186-187.